# Žabka (obchod)
Žabka je název maloobchodní sítě prodejen, založené v roce 1998 v Polsku. V létě 2007 řetězec koupila společnost Penta Investments, která oznámila záměr expandovat i do České republiky. V únoru 2010 bylo v Čechách a na Moravě provozováno celkem 100 prodejen Žabka. V roce 2011 plánovala do tří let rozšíření na 250 prodejen po celém území ČR.
V Polsku dnes[kdy?] společnost provozovala okolo 2000 prodejen a plánovala expandovat i na Slovensko. Jednotlivé obchody fungují na principu frenčízing, tzn. řídí je podobným způsobem nezávislí provozovatelé.
V únoru 2010 koupila společnost Penta Investments společnost PR Market, která provozuje na severu Moravy a ve Slezsku obchody Koruna. Společnost tak podle zprávy z roku 2010 měla převzít 45 nových prodejen, kterým však měl zůstat jejich původní název. Ve spojení s Korunou společnost v únoru 2010 plánovala mít na konci roku 2010 v ČR až 200 obchodů. V prosinci 2010 řetězce Žabka koupila společnost Tesco, která však plánovala ponechat prodejnám jejich název.

## Prodejny
Prodejny mají podobu spíše menší (60–120 m²) samoobsluhy.[zdroj?] Nabízejí potraviny, čerstvé pečivo, ovoce, zeleninu, noviny, tabákové výrobky a terminálové služby. Společnost má zpravidla dlouhou otevírací dobu (od 6 do 23 hodin), některé prodejny jsou otevřeny nonstop.

## Fotogalerie

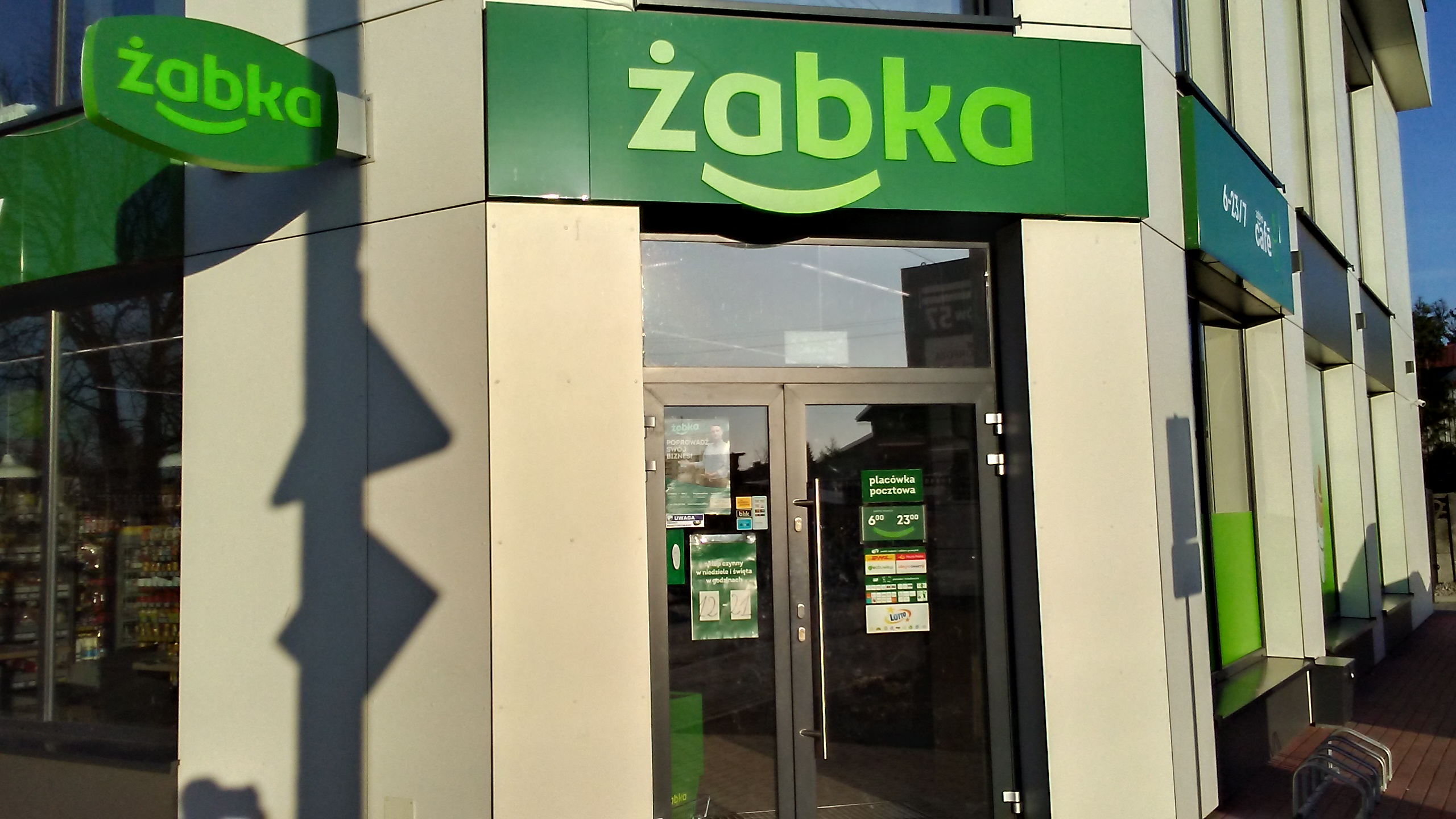
Žabka v Tomaszów Mazowiecki
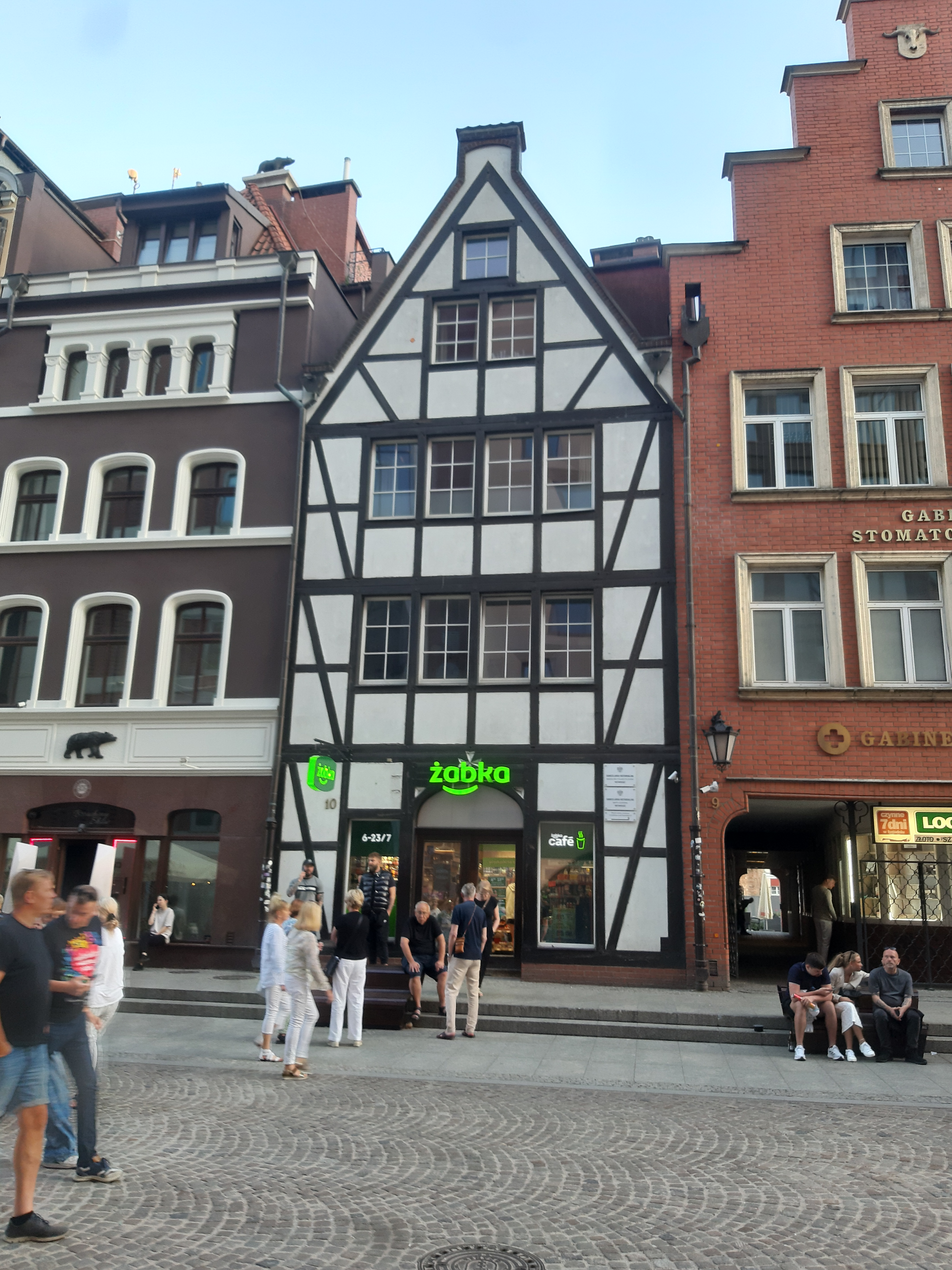
Žabka v historické části Gdaňsku
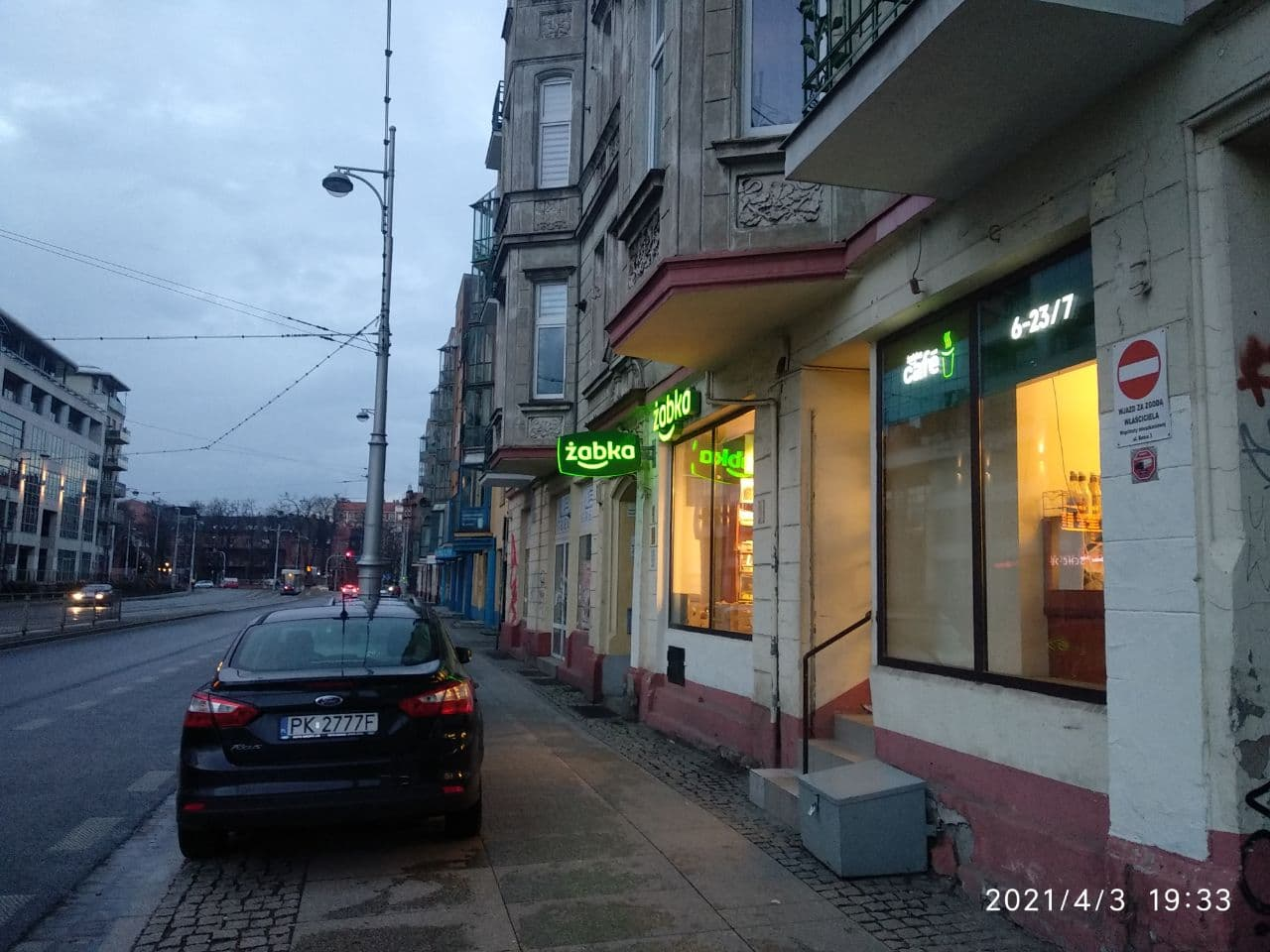
Žabka ve Vratislavi
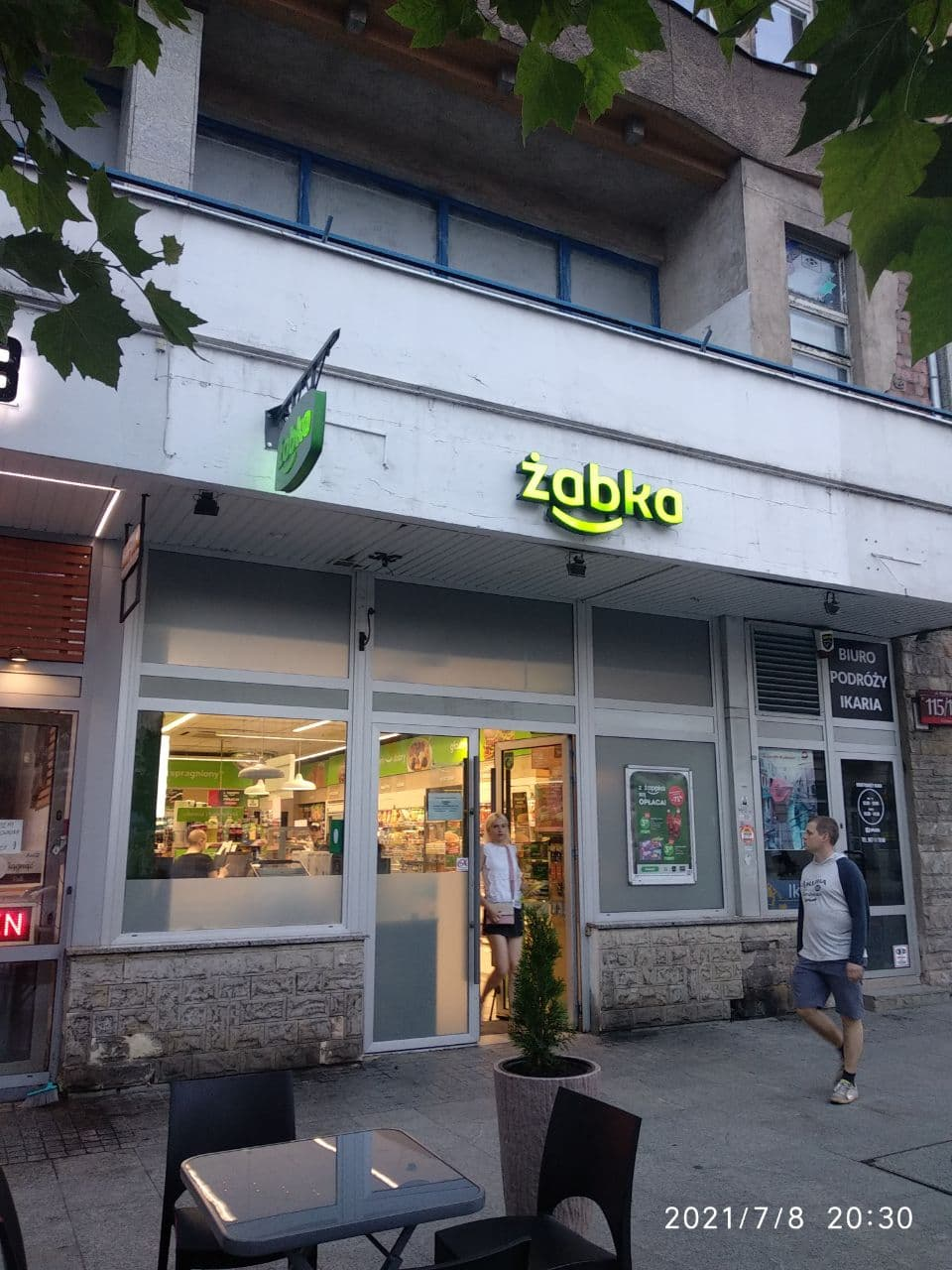
Žabka v Lodži
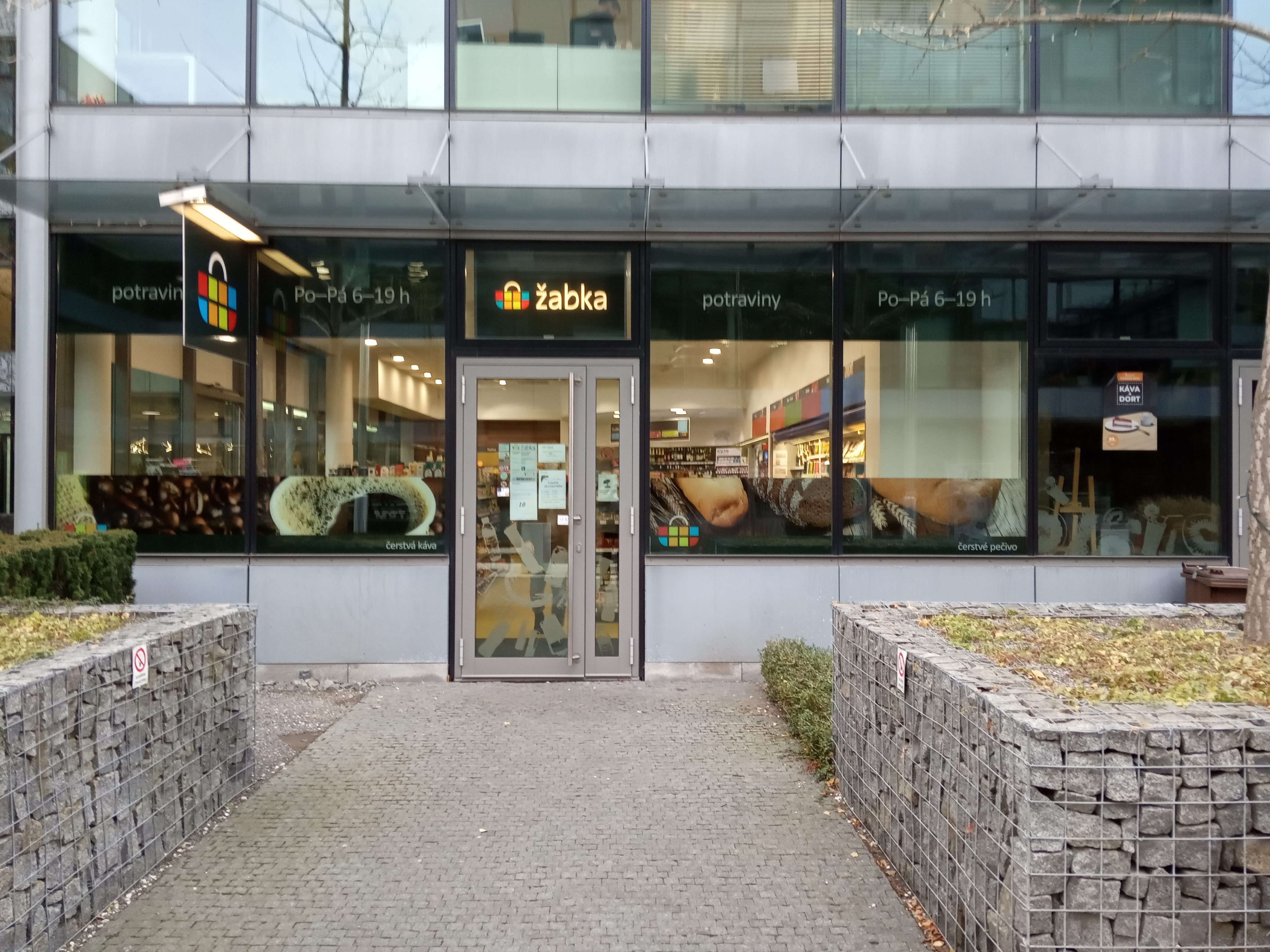
Žabka v Praze - Chodově